# القمر الأحمر
القمر الأحمر هو فيلم مغربي درامي من إخراج حسن بنجلون سنة 2013، وبطولة كل من فتاح نكادي، فاتن هلال بك، وسيلة صبحي، فاطمة الزهراء بناصر، وآخرين.
تم ترشيح الفيلم لتمثيل المغرب في مسابقة الأوسكار لأفضل فيلم بلغة أجنبية في الدورة 87.

## القصة
يتناول الفيلم السيرة الذاتية والفنية لعبد السلام عامر، الموسيقي المغربي الضرير الذي آمن بموهبته ولحن أغاني خالدة في تاريخ الأغنية المغربية.

## روابط خارجية
- القمر الأحمر على موقع IMDb (الإنجليزية)
- القمر الأحمر على موقع أول موفي (الإنجليزية)
- القمر الأحمر على موقع قاعدة بيانات الفيلم (الإنجليزية)
- القمر الأحمر على موقع ليتربوكسد (الإنجليزية)
- القمر الأحمر على موقع كينوبويسك (الروسية)